# 実践大学
実践大学（じっせんだいがく; 英語: Shih Chien University）は、台湾台北市と高雄市にある私立大学。学校は建築、工業デザイン、ファッションデザイン、メディアコミュニケーションデザインなどのデザイン関連部門で有名です。2016年10月、世界的なランキングサイトであるRankerにより、実践大学のデザイン学院が世界のトップ30のデザイン学校に選ばれた。

## 歴史
| 年     | 月日 | 事跡                                            |
| ------ | ---- | ----------------------------------------------- |
| 1958年 | 3月  | 「実践家政専科学校」として開校                  |
| 1979年 | 3月  | 「実践家政経済専科学校」と改称                  |
| 1986年 | 5月  | 5年制専科を開設                                 |
| 1991年 | 8月  | 「実践設計管理学院」と改称 専科の学生募集を停止 |
| 1995年 | 8月  | 「高雄キャンパス」を設立                        |
| 1997年 | 8月  | 「実践大学」と改称                              |

## 組織

### 本部キャンパス学部
| | |
| - 民生学部 - 生活応用科学科 - 食事管理学科 - 社会事業学科 - 音楽学科 - 家庭研究児童発展学科 - 食品営養保健生技術学科 - デザイン学部 - ファッションデザイン学科 - 建築デザイン学科 - 工業デザイン学科 - コミュニケーションデザイン学科 | - 管理学部 - 企業管理学科 - 国際貿易学科 - 財務金融学科 - 会計学科 - リスク管理保険学科 - 応用外国語学科 - 情報管理学科 |

### 高雄キャンパス学部
| | |
| - 商業管理学群 - 金融営運学科 - 国際企業学科 - 会計情報学科 - 販売管理学科 - 国際貿易学科 - 財務金融学科 - 企業管理学科 - 流行服飾学群 - 服飾経営学科 | - 観光文化学群 - 観光管理学科 - レジャー産業管理学科 - 情報デザイン学群 - 情報管理学科 - バーチャルデザイン学科 - 情報テクノロジー通信学科 - 人文言語学群 - 応用英語学科 - 応用日本語学科 - 応用中国語学科 |

### 大学院
- 家庭研究児童発展大学院
- 食品営養保健生技術大学院
- 工業製品建築デザイン大学院
- 流行メディアデザイン大学院
- 企業管理大学院
- 起業発展大学院
- 音楽大学院

### 付属機関
- 教養教育センター
- 教職養成センター
- 創新育成センター
- 言語センター

## 教員

### 歴代学長
| 代 | 氏名 | 任期 |
| -- | ---- | ---- |

謝東閔
謝孟雄
林澄枝
謝孟雄
方錫經
謝孟雄
張光正
謝宗興

## 主な出身者
メイデイアシン

## 主な教員
謝孟雄
謝宗興
楊瓊花
許瀞尹
謝文宜
嚴祥鸞
黃秀香
劉弘煌
葉至誠
石泱
歐陽慧剛
何康婷
顏華容
張浩
宋正宏
方錫經
劉麗雲
林文源
黃惠宇
郭嘉芬
鄭淑子
鄧蔭萍
李島鳳
盧以敏
官政能
安郁茜
謝大立
曲家瑞
戴家明
陸蓉之
王哲雄
朱旭建
丑宛如
王又鵬
丁斌首
王澤
李清志
林聖峰
黃博怡
張春雄
張萬同
章以慶　
朱炳樹　
亞歷山大粱 Alexander Brown Laing 
許鳳玉　
沈叔儒　
黃莉婷
林國基
葉立誠